# Skała pod Słupem

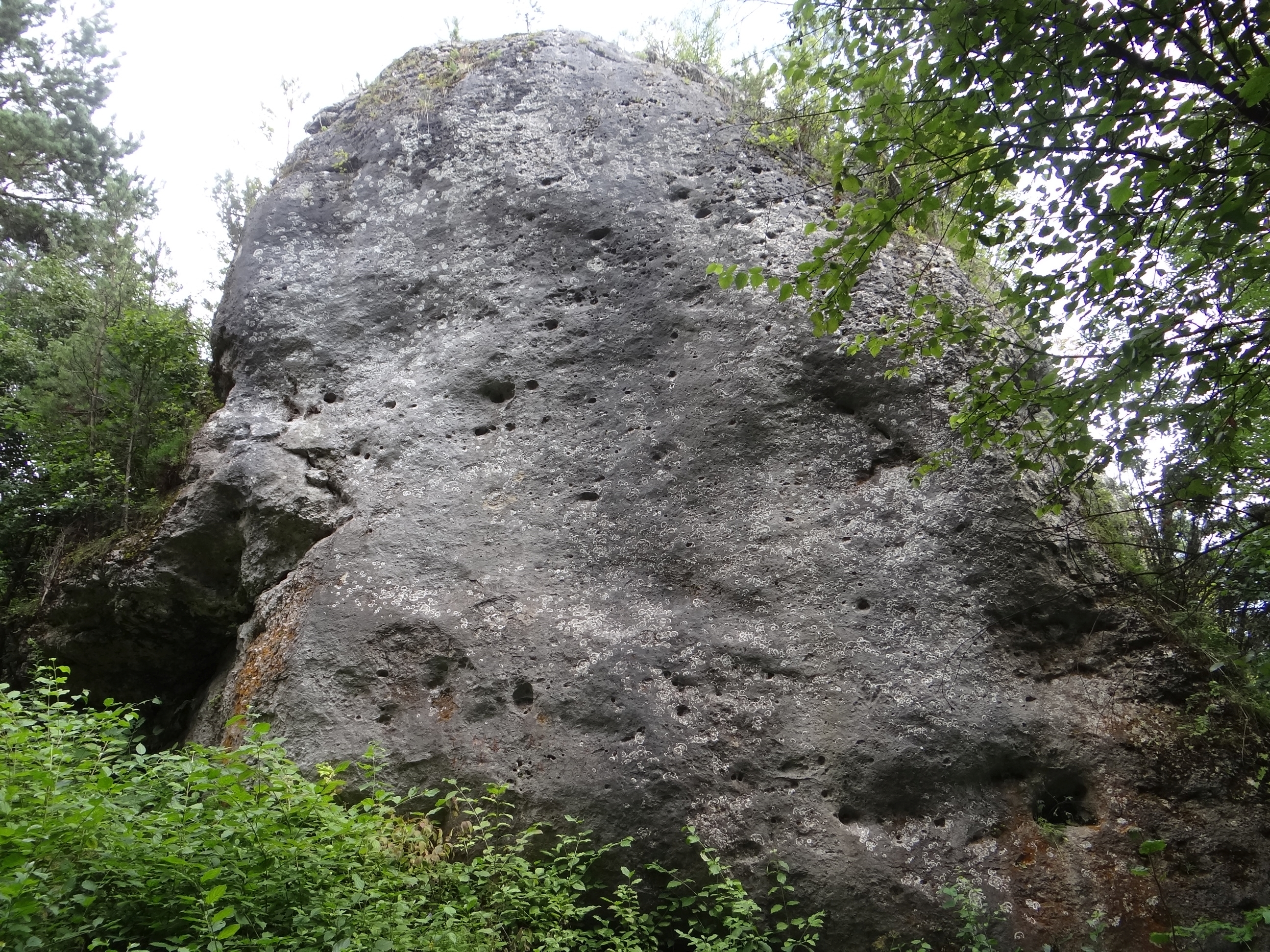

Skała pod Słupem – skała w grupie Straszykowych Skał w miejscowości Ryczów w województwie śląskim, w powiecie zawierciańskim, w gminie Ogrodzieniec. Straszykowe Skały należą do tzw. Ryczowskiego Mikroregionu Skałkowego. Są to tereny Wyżyny Częstochowskiej z licznymi skałami wapiennymi.
Skała pod Słupem jest najdalej na południe wysunięta w grupie Straszykowych Skał. Znajduje się na niewielkiej polance w odległości 50 m na południe od szczytu z betonowym słupem – i od tego pochodzi jej nazwa. Zbudowana jest z wapieni i ma wysokość 10 m. Jej pionowe zachodnie ściany są obiektem wspinaczki skalnej. Są na nich 3 drogi wspinaczkowe o trudności od VI.1 do VI.4 w skali trudności Kurtyki. W 2016 r. wymieniona na nich została asekuracja; zamontowano nowe ringi (r), ringi zjazdowe (rz) lub dwa ringi zjazdowe (drz).
1. Bajka o jabłonce; 3r + rz, VI.1, 10 m
2. Serwis kosiarek; 4r + drz, VI.3+/4, 10 m
3. Liber chamorum; 4r + drz, VI.4, 10 m[5].